# Сангін
Сангін — місто в провінції Гільменд в Афганістані, з населенням близько 14.000 осіб. Сангін відоме як одне з центральних місць в опіумної торгівлі в південній частині країни, а також традиційною підтримкою «Талібану». На думку британської газети Гардіан є «найнебезпечнішою зоною в Афганістані».

## Географія
Місто розташоване в долині річки Гільменд на висоті 888 м над рівнем моря, 95 км на північний схід від Лашкаргах.

### Клімат
Місто знаходиться у зоні, котра характеризується кліматом тропічних пустель. Найтепліший місяць — липень із середньою температурою 31.2 °C (88.2 °F). Найхолодніший місяць — січень, із середньою температурою 5.9 °С (42.6 °F).
| Клімат Сангіна          | Клімат Сангіна | Клімат Сангіна | Клімат Сангіна | Клімат Сангіна | Клімат Сангіна | Клімат Сангіна | Клімат Сангіна | Клімат Сангіна | Клімат Сангіна | Клімат Сангіна | Клімат Сангіна | Клімат Сангіна | Клімат Сангіна |
| Показник                | Січ.           | Лют.           | Бер.           | Квіт.          | Трав.          | Черв.          | Лип.           | Серп.          | Вер.           | Жовт.          | Лист.          | Груд.          | Рік            |
| Середня температура, °C | 5,9            | 8,2            | 13,9           | 20,1           | 24,9           | 29,5           | 31,2           | 29             | 23,8           | 18,1           | 11,7           | 7,7            | 18,7           |
| Норма опадів, мм        | 41.2           | 41.7           | 43.1           | 14.4           | 3.4            | 0              | 0.6            | 0              | 0              | 2.6            | 6.9            | 21.6           | 175.5          |
| Днів з опадами          | 5,7            | 5,4            | 5,9            | 4              | 0,8            | 0              | 0              | 0              | 0              | 0,5            | 1,6            | 3,6            | 27,5           |
| Вологість повітря, %    | 61.9           | 60.6           | 52.9           | 45             | 34.6           | 25.8           | 26.8           | 27.9           | 28             | 34.2           | 45.6           | 56             | 41.6           |
| ----------------------- | -------------- | -------------- | -------------- | -------------- | -------------- | -------------- | -------------- | -------------- | -------------- | -------------- | -------------- | -------------- | -------------- |
| Джерело: Weatherbase    |                |                |                |                |                |                |                |                |                |                |                |                |                |

## НАТО і Талібан
Сангін протягом багатьох років залишався складним районом для підтримки порядку міжнародною коаліцією і НАТО, що пов'язано зі значною роллю міста в виробництві афганського опія і з протиборством кількох місцевих племен. За даними 2010 року, Британія втратила в Сангині майже третину своїх військовослужбовців, які загинули у всій афганській кампанії з 2001 року.
31 липня 2005 року колона Організації Об'єднаних Націй із шести автомобілів зазнала нападу сил Талібану, які лежали в засідці приблизно в 2 км на південь від міста. Усьому персоналу, включно з міжнародним співробітником ООН, вдалося втекти, змінивши маршрут, але вони потрапили під дружній вогонь патруля армії Сполучених Штатів з автомобілів Humvee, які просувалися до місця сутички. Двоє афганських військовослужбовців, один водій і командир озброєної охорони Міністерства внутрішніх справ були поранені в результаті дружнього вогню і евакуйовані гелікоптером до Кандагару. Бронеавтомобілем, в якому перебував працівник ООН, не вдалося керувати через приблизно п'ятнадцять пострілів. Відступаючі сили Талібану було помічені при перетині річки приблизно в 1500 метрах на захід і були ліквідовані в результаті авіаудару бомбардувальника Boeing B-52 Stratofortress ВПС США, що скинув бомбу вагою 227 кг.
У грудні 2015 поновилися бої за контроль у Сангіні. Як заявило британське міністерство оборони, невелика кількість військових фахівців були направлені на базу «Кемп Шорабак» в провінції Гільменд в якості радників. 23 березня 2017 місто було захоплене талібами.